# Катениотис, Димитриос
Димитриос Катениотис (греч. Δημήτριος Καθενιώτης; 1882, Халкида, Греческое королевство — 23 февраля 1947, Афины) — греческий генерал, офицер-штабист первой половины XX века и военный историк. Особую известность в греческой историографии получили 2 доклада Катениотиса — «Доклад о Понте» и «Доклад о ходе военных операций Греко-итальянской войны (1940—1941)».

## Молодость
Димитриос Катениотис родился в столице острова Эвбея, городе Халкида, в 1882 году.
В 1904 году окончил Военное училище эвэлпидов в звании младшего лейтенанта.
В октябре 1908 года принял участие в создании антимонархистского «Военного союза офицеров», который впоследствии возглавил полковник Н. Зорбас:267.
«Военный союз» вызвал из полу-автономного тогда Крита революционера Э. Венизелоса, который стал премьер-министром страны.
В числе предпринятых Венизелосом мер по усилению и реформе армии, была отправка в 1910 году ряда офицеров на переподготовку во Францию. В числе этих офицеров был и Катениотис:317.
Катениотис принял участие в Балканских войнах (1912—1913), будучи штабистом.
В годы Первой мировой войны служил в Генштабе и выполнял роль связного генштаба в разных миссиях.

## Понтийский вопрос
С началом Первой мировой войны правительство Османской империи, с подачи своих немецких союзников, приступило к методическому истреблению христианского населения:51. На территории исторического Понта коренное греческое население оказало туркам сопротивление. Понтийцы выразили своё требование о создании второго греческого государства, на южном берегу Чёрного моря, как единственную возможность для выживания эллинизма на родной земле. В октябре 1917 года К. Константинидис, один из лидеров понтийского освободительного движения, информировал греческого премьера Э. Венизелоса о этих намерениях. К этому времени на территории Понта число греческих партизан достигло 18 000 человек. Понтийцы просили, чтобы Греция поддержала их, аналогично тому как она поддержала македонян в годы Борьбы за Македонию.
Венизелос был прагматистом, осознавал реальные возможности маленького греческого государства, учитывал интересы союзников и в силу этого был нерешителен в этом вопросе. В конечном итоге, он игнорировал обращение понтийцев и на Парижской мирной конференции поддержал включение Понта в лоббируемое американским президентом Вильсоном государство Армения. Это вызвало негодование понтийских организаций по всей Европе. Возглавляемые митрополитом Трапезундским Хрисанфом, понтийские организации попытались предстать на Парижской конференции независимо от греческого правительства.
Венизелос продолжил свою политику и 4 февраля 1919 года заявил Вильсону, что несмотря на то, что греки Понта желают независимости, он против этого. В своём интервью газете Sunday Times, Венизелос заявлял, что согласен чтобы Понт был включён в Армению. В ответ на эти заявления, понтийские организации Европы и Америки засыпали МИД Греции телеграммами протеста. Против «предлагаемой идеи включения нашего Отечества в будущее армянское государство.»
В результате, правительство Венизелоса было вынуждено пересмотреть свою политику в этом вопросе. Для оценки обстановки на месте правительство послало полковник Д. Катениотиса.
Заключение доклада полковника Катениотиса (апрель 1919) только усилило сомнения Венизелоса: «Турецкое население Понта более чем в два раза превышает греческое, что вызывает законные сомнения понтийцев о возможности военной организации на месте. Они опасаются, что с провозглашением независимости Понта, последуют турецкие репрессии против безоружного греческого населения».
Частично приняв планы понтийцев, Венизелос разрешил создание понтийского военного формирования в греческой армии, с тем чтобы в будущем оно могло быть послано на Понт. Но Венизелос продолжал дистанцироваться от Понтийского вопроса, который он не включал в непосредственные национальные планы.
Перед лицом наступления Красной Армии и неспособностью союзников поддержать борьбу А. И. Деникина, в ноябре 1919 года полковник Д. Катениотис взял на себя инициативу и предложил британскому послу в Афинах отправку понтийского батальона греческой армии в Батуми. Идея Катениотиса предусматривала создание на месте понтийской армии, которая могла быть полезной союзникам для отражения наступления большевиков. Предложение было отклонено.
После этого Венизелос вернулся к своей предыдущей позиции и вновь решил разрешить понтийский вопрос в рамках армянского вопроса. Эта позиция вызвала острую негативную реакцию Национального собрания Понта.
Между тем понтийцы продолжали просить греческую поддержку и требовали отправки греческой армии на Понт. Они даже собрали необходимую сумму для финансирования операции. Главным аргументом понтийцев было то, что партизанские понтийские силы, при поддержке небольшого корпуса греческой армии, могли перерезать линии снабжения кемалистов большевиками. Историк Власис Агдзидис считает, что Венизелос недооценил возможности партизанских сил Понта.
В январе 1920 года Катениотис вновь сделал предложение британскому представителю в Батуми, о совместном греко-британском вмешательстве против кемалистов и большевиков. Он предложил высадку в Трапезунде понтийских батальонов, созданных в греческой армии, с тем чтобы создать маленькую свободную зону, способную принять греков России, уходящих от большевиков. Кроме этого, согласно идее Катениотиса, это соединение, получив подкрепления, могло бы быть направлено вглубь Малой Азии, обеспечивая тылы армянской армии от турок. Британский представитель в Батуми, Wardrop, рекомендовал своему правительству отклонить это предложение.
Пытаясь успокоить англичан, которые противились политическим требованиям понтийцев, правительство Венизелоса не отвечало на отчаянные призывы понтийцев об оказании военной помощи. Более того, оно стало создавать препятствия для отправки помощи. В своё время офицер греческой армии Х. Караискос отправился на Понт, для координации действий партизанских отрядов. Это ему удалось, после чего он отправился в Константинополь, для встречи с представителями комиссариата Греции в городе. Полковник Катениотис, выполняя правительственные указания, категорически отказался оказать какую либо помощь. Более того, когда Караискос попытался вернуться на Понт, греческая военная миссия силой помешала ему исполнить и этот его план.

## Межвоенные годы
В 1925 году, Катениотис оказал содействие генералу Пангалосу в установлении диктаторского режима:416.
Позже Д. Катениотис был повышен в звание Генерал-майора и был назначен военным атташе при посольстве Греции в Париже, командиром XI дивизии, Начальником Школы войны (1927—1932), а затем заместителем и позже (1933) начальником Генерального штаба.
В 1926 году Катениотис написал работу «Уменьшение срока службы во Франции и у нас» («Η μείωσις της θητείας εν τη Γαλλία και παρ ημίν»), а в 1939 году написал исследование «Современные фортификации в обороне государств» («Η σύγχρονος οχύρωσις εις την άμυνα των κρατών»).
С началом Греко-итальянской войны (1940—1941), Катениотис был в числе 600 демобилизованных офицеров, сторонников Венизелоса, которые запросили своего возвращения в армию и отправки на фронт, в чём им было отказано:540. Греческая армия отразила нападение итальянцев и перенесла военные действия на территорию Албании. 6 апреля 1941 года на помощь итальянцам пришла Гитлеровская Германия, после чего командующий армии Западной Македонии, генерал Цолакоглу, подписал «почётную капитуляцию». Он же возглавил первое марионеточное правительство.

## Доклад о войне 1940—1941 годов
Одной из первых акций генерала Цолакоглу было инициирование военного исследования, касательно хода греко-итальянской войны. Цолакоглу преследовал свои политические и личные цели. Он пытался убедить народ, что правительство генерала Метаксаса и генеральный штаб, во главе с генералом Папагосом, не имели никакого отношения к греческим победам. Более того, победы были достигнуты вопреки пораженческим действиям генштаба и благодаря действиям полевых командиров. Тем самым, Цолакоглу пытался оправдаться в глазах народа, что действия генштаба лишили армию полной победы до вмешательства Германии и что после этого вмешательства ему не оставалось ничего, кроме как подписать «почётную капитуляцию».
Цолакоглу предложил Катениотису, как опытному штабисту и офицеру гонимому режимом Метаксаса, взять на себя это исследование. Катениотис принял предложение. Для этого он сформировал комиссию 3 генералов. Отмежевавшись от режима Метасаса, Цолакоглу предъявил предыдущему правительству 2 основных обвинения: способ ведения войны и финансовые скандалы.
Одним из первых шагов Цолакоглу был арест нескольких бывших министров и командующего, генерала Папагоса. Цолакоглу собирался судить его. Он полагал что приговор командующему армии, мог оправдать капитуляцию квислингов перед немцами. Комиссия Катениотиса работала над докладом почти 2 года. За это время Цолакоглу ушёл с поста марионеточного правительства и идея суда над Папагосом была оставлена.

## Заключения доклада Катениотиса
Доклад Катениотиса был составлен, когда события были ещё свежими. Доклад подкреплялся военными документами, которые никто ещё не «корректировал». Он также основывался на свидетельствах командиров больших воинских соединений, которые в тот период были ещё живыми. Доклад насчитывал около 2000 страниц. Основным заключением комиссии было, что Греция не только была «неподготовленной» к войне в военном отношении, но высшее руководство оказалось не способным к её ведению.
Не был найден ни один (!) приказ наступательного характера в течение первой фазы войны, чтобы, как характерно писал Катениотис, «закрепить его кнопкой» над столом, как образец. Пораженческие настроения верховного руководства страны дошли до такого уровня, что генштаб (генерал Папагос) был одержим идеей «героического сопротивления» и «быстрого и славного поражения». Доклад развенчал стратегический план ИБ (в ожидании нападения Италии и Болгарии), которому следовал генштаб накануне войны. Тот факт, что 28 октября 1940 года, с началом итальянского вторжения, половина греческой армии находилась в Восточной и Центральной Македонии, в ожидании нападения Болгарии, по мнению комиссии, говорит о том, что этот «план оказался в корзине для мусора». В особенности то, что план предусматривал в отношение Эпира, по мнению комиссии, являлось «почти национальным преступлением».

Катениотис писал позже в своей книге, написанной на основании материалов комиссии: 

«Было немыслимо, что предусматривал план генштаба ИБ, согласно которому, без больших оговорок, линия обороны отводилась вглубь 200 км, оставляя противнику без боя Эпир и Западную Македонию.
Этим решением генштаб искал более благоприятные позиции обороны, оставляя прекрасные горные позиции Эпира, Пинда и Кастории и намереваясь укрыться за речками Арахтос и Альякмон, как если бы он был намерен укрыться за Волгой…»

.

Согласно указаниям генштаба, обязанностью VIII дивизии было не защита Эпира, а обеспечение коммуникаций. Генштаб не ожидал побед и накануне итальянского нападения обращался к комдиву VIII дивизии, Х. Кацимитросу: 

«Трудное положение дивизии нам известно. При существующем численном превосходстве противника, правительство не ожидает побед от дивизии. Но правительство ожидает, что дивизия спасёт честь оружия!»

Подобную идею высказал и сам Метаксас через 2 дня после начала войны, 30 октября, когда провозглашал, что он 

«не воюет за победу. Воюет за Славу и честь!»

.
Продолжая мысль Катениотиса, историк Т. Кацимардос пишет, что этот эпос греческий народ и армия написали вопреки желаниям режима и против приказов генштаба, руководившего войной из подвалов афинской гостиницы «Великобритания». Кацимардос пишет, что это было опровержение фашизма, а не подтверждение диктаторского режима Метаксаса.
Исследуя доклады командиров больших воинских соединений и другие документы, комиссия Катениотиса пришла к выводу, что если бы приказы правительства Метаксаса и генштаба носили характер наступательного духа, исход войны был бы другим.
Послевоенный историк Т. Герозисис, исследуя события начального периода войны, приходит к такому же заключению, как и Катениотис, и пишет, что приказы, которые получал «сумасшедший» генерал VIII дивизии носили явно выраженный пораженческий характер и Кацимитрос запретил доводить их до сведения офицеров и рядового состава и взамен издавал свои приказы:

«..глаза всех и всегда должны быть обращены вперёд и должен господствовать решительный и наступательный дух»

.
Тот факт, что Кацимитрос не действовал согласно приказам генштаба, то есть Папагоса, отчасти объясняет послевоенное замалчивание заслуг генерала Кацимитроса:535.
Катениотис пишет, что в то время как 400 млн драхм были выброшены на ветер для строительства не нужных, как оказалось, для войны фортификаций, в Эпире генералы Кацимитрос и Мавряннис «ногтями рыли землю», располагая лишь 2 млн драхм, уходя назад, в эпоху первого военного займа Греции (1822) и готовя фортификации, «подобные бастиону Макриса в Третью осаду Месолонгиона (1825—1826)».

Катениотис писал: 

«Что касается недостатков мобилизации. Греческая армия, сражалась в течение 4 месяцев против большой империи, и ей предстояла борьба и против второй мощнейшей империи. И несмотря на это, генштаб сумел осуществить мобилизацию только на половину… Около 1,5 млн резервистов оставались в своих домах, задаваясь вопросом, в силу какого проявленного ими бесчестия они удостоились такого презрения. С такими невероятными стратегическими представлениями генштаба мы сумели…»

.
Катениотис пишет, что «операции производились без поддержки артиллерии и часто без боеприпасов вообще. Армия действовала без транспортных средств и снабжение обеспечивали бесконечные конвои женщин, стариков и детей Пинда, добровольно взваливших на свои плечи патроны и хлеб для солдат, что выходило за рамки операций регулярных армий и возводило эту войну в категорию старых героических страниц национальной борьбы, подобной Освободительной войне (1821—1829)».

## Судьба Доклада Катениотиса и оценки современников и сегодняшних историков
Доклад остался «погребённым». Несколько экземпляров доклада всё же увидели свет, но после освобождения страны генштаб «собрал» их. Гентштаб наложил цензуру на доклад во всех послевоенных официальных военных изданиях. Доклад опровергал официальную историографию, развенчивал ставшего впоследствии фельдмаршалом и премьер-министром Папагоса, высшее военное и политическое руководство страны периода 1940-41 годов.

Генерал С. Сарафис, командовавший в годы оккупации страны Народно-освободительной армией Греции (ЭЛАС), заявил что, 

«несмотря на консерватизм комиссии генералов, ошибки правительства и генштаба в подготовке мобилизации и операций в Албании — более чем очевидны..»

.
С другой стороны, Т. Папаяннопулос, биограф генерала Папагоса, именовал доклад Катениотиса набором бреда, малодушного злопыхательства и противоречивых суждений и критики. Он пишет, что Катениотис не сделал ничего другого, как исказить правду.

Военный историк А. Корандис пишет, что 

«Они (генералы под руководством Катениотиса) не довольствовались своей позорной деятельностью в годы оккупации, но приумножили убожество после войны, продолжая клеветать»

.
Отчаявшись в том, что после войны доклад «пропал» и предвидя свою скорую смерть, Катениотис издал на свои деньги в 1946 году, основанную на материалах доклада, книгу в один том и 180 страниц, под заголовком «Основные фазы войны 1940-41 годов». Книга вышла в малых экземплярах и не отредактированная — Катениотис хотел увидеть её напечатанной перед своей смертью. Но и эти немногие экземпляры быстро «пропали». 2 известных экземпляра сохранились и хранятся в библиотеке Греческого парламента и в Архиве современной общественной истории.
В условиях Гражданской войны в Греции (1946—1949) доклад оставался незамеченным. Кроме того, в конце гражданской войны генерал Папагос возглавил королевскую армию, получил звание фельдмаршала, а по окончании войны в период 1952—1955 был премьер-министром страны. Даже те, кто обвинял Метаксаса в том что он оставил страну безоружной перед войной игнорировали доклад Катениотиса. Кроме несовместимости доклада с официальной историей, его авторы были в какой то степени «подозрительными». Составители доклада обвинялись в том, что они составили его в период оккупации, по указанию марионеточного правительства. Таким образом, даже не-правительственные источники использовали лишь некоторые фразы из доклада.
Однако современные историки считают, что независимо от его верных или ошибочных оценок, доклад является уникальным и наиболее значимым источником о войне 1940-41 годов. Т Герозисис пишет, что доклад комиссии Катениотиса остаётся «запрещенным» (закрытым), если не уничтожен. Герозисис пишет, что доклады командиров больших соединений и архивы войны в 1984 году ещё оставались недоступными для исследователей:535.
Генерал Катениотис умер 23 февраля 1947 года.